# Festa da Dorna
La Festa da Dorna se celebra del 18/19 al 24 de julio en Riveira (La Coruña, España) y fue declarada Fiesta de Interés Turístico de Galicia en el año 2005.

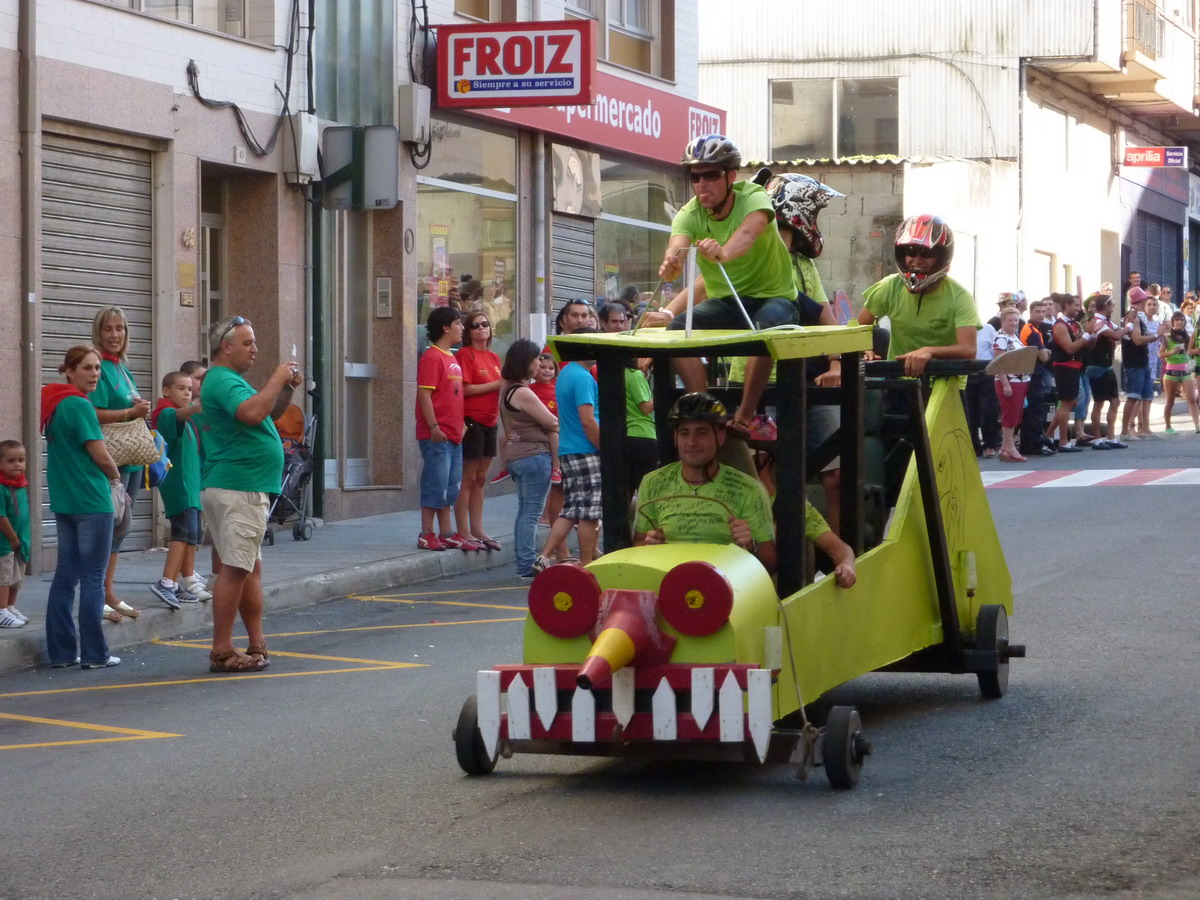
Festa da Dorna - Carrilanas - en Ribeira, Galicia

Nace en el año 1948, por la puesta en común de dinero para comprar una dorna y dársela a una persona pobre haciendo una fiesta. Desde entonces se viene celebrando cada año en torno al 24 de julio y presume de ser una de las fiestas con más arraigo popular, participativo y divertido de toda Galicia. Cada año se cita más y más gente en esta villa marinera gentes del pueblo, personas venidas de toda la península (Madrid, País Vasco, Castilla,...) y exteriores (Francia, Alemania, Portugal)
La identidad y el carisma de la fiesta se la da la cantidad de jóvenes que participan en su organización, organizados en peñas, teniendo esta un carácter un tanto pelicular, pues las actividades se hacen por y para quien quiere disfrutar de ellas. 
La asociación Lajareu por Barlovento y la Real e Ilustre Cofradía da Dorna son los organismos (Asociación Cultural) encargados de poner un poco de orden en todo el cajastallo(meollo) de actividades que es hoy en día a Festa da Dorna y que pasan desde una gran regata de dornas a vela del Lajareu y otros sitios del mundo , un "Jran prix de Carrilanas", una "Rejata de Embarcasions Feitas á Machada e Propulsadas a Pan de Millo(Jran Premio Cutre Sark e Jran Premio Luis Putton de Vela)", un "Jran Premio Icaro de Voo Sen Motor" y "Canción de Tasca", siendo éstas: carreras de carrilanas, regata de embarcaciones hechas a mano, saltos desde el puerto con artilugios que "ayuden" a volar y recital de himnos de peñas por los bares.
Además , la "Festa da Dorna" posee un himno compuesto por Santi Páramo (antiguo presidente de la Cofradía da Dorna ) e interpretado por "Os Diplomáticos de Montealto" e "Ancoradoiro".